# SakeVisual
SakeVisual es un desarrollador y editor de aventuras gráficas interactivas, tales como novelas visuales y Otome Games, conocido por su Otome Game RE: Alistair ++. Sus juegos son para Windows, Mac OS y Linux. SakeVisual fue fundada por Ayu Sakata.

## Juegos

### Juegos gratis
| Nombre                  | Año  | Idioma(s)                                      | Plataformas                   |
| ----------------------- | ---- | ---------------------------------------------- | ----------------------------- |
| Ripples                 | 2008 | Alemán, Eslovaco, Francés, Inglés, Ruso, Turco | iOS, Linux, Mac OS X, Windows |
| [text] - A Summer Story | 2009 | Alemán, Francés, Inglés, Ruso                  | Linux, Mac OS X, Windows      |
| RE: Alistair            | 2010 | Alemán, Inglés, Ruso                           | Linux, Mac OS X, Windows      |
| My Magical Cosplay Cafe | 2011 | Alemán, Inglés, Ruso                           | Linux, Mac OS X, Windows      |

### Green Tea Line
| Nombre | Año  | Idioma(s)    | Plataformas              |
| ------ | ---- | ------------ | ------------------------ |
| Jisei  | 2010 | Inglés, Ruso | Linux, Mac OS X, Windows |
| Kansei | 2011 | Inglés       | Linux, Mac OS X, Windows |
| Yousei | 2013 | Inglés       | Linux, Mac OS X, Windows |

### Juegos otros
| Nombre                               | Año  | Idioma(s)            | Plataformas              |
| ------------------------------------ | ---- | -------------------- | ------------------------ |
| The Cute, Light and Fluffy Project   | 2009 | Alemán, Inglés, Ruso | Linux, Mac OS X, Windows |
| The Flower Shop                      | 2010 | Inglés               | Linux, Mac OS X, Windows |
| The Flower Shop: Winter in Fairbrook | 2011 | Inglés               | Linux, Mac OS X, Windows |
| Cinders                              | 2012 | Inglés               | Mac OS X, Windows        |